# Mistrovství zemí Koruny české
Mistrovství zemí Koruny české byla první soutěž v ledním hokeji konaná v Rakousku-Uhersku na území spadajících ke Koruně české. Byly sehrány pouze 3 ročníky, další pokračování zhatila první světová válka.

## 1. ročník 1909
Soutěž vypsal SK Slavia Praha. Turnaj se konal 13. a 14. února 1909, zúčastnila se ho 7 mužstev, zvítězil SK Slavia Praha.
1 kolo. "Český spolek pro zimní sporty II" – "AFK Union Žižkov" – 1:0 (1:0, 0:0), "Český spolek pro zimní sporty I" – "SK Smíchov" – 3:1 (1:1, 2:0).  "SK Slavia Praha II" – "Novoměstský SK" – wo.
2 kolo. "SK Slavia Praha I" – "Český spolek pro zimní sporty II" – 7:1 (3:1, 4:0), "Český spolek pro zimní sporty I" – "SK Slavia Praha II" – 2:1 (0:1, 2:0).
Zápas o 3 místo. "SK Slavia Praha II" – "Český spolek pro zimní sporty II" – 2:1 (1:1, 1:0).
Finálový zápas. "SK Slavia Praha I" – "Český spolek pro zimní sporty I" – 8:1 (5:0, 3:1).
Branky: 1-0 J. Jarkovský (8), 2-0 J. Jarkovský (12), 3-0 J. Jarkovský (19), 4-0 O. Vindyš, 5-0 J. Jarkovský (20), 6-0 J. Jarkovský (24), 7-0 J. Jirkovský (25), 7-1 ? (32), 8-1 O. Vindyš (38).
Sestava mistra: Jeník – Brunclík, Jan Fleischmann – Malý – Jirkovský, Jarkovský, Vindyš.

## 2. ročník 1911
Turnaj se hrál ve dnech 14. a 15. ledna 1911. Zúčastnilo se ho 10 mužstev z Prahy, zvítězil SK Slavia Praha.
1 kolo. "Studentský Hockeyový Cercle Karlín" – "Hockeyový kroužek Akademikú Praha VII" -3:0 (0:0, 3:0). "Česká sportovní společnost II" – "SK Smíchov" – 3:2 (3:1, 0:1).
2 kolo. "SK Slavia Praha I" – "SK Slavia Praha II" – 6:1 (4:0, 2:1). "Česká sportovní společnost I" – "AFK Vyšehrad 1907" – 8:0 (5:0, 3:0). "Studentský Hockeyový Cercle Karlín" – "Bruslařský závodní klub" – 3:2 (0:2, 2:0, 1:0). "Česká sportovní společnost II" – "AFK Union Žižkov" – 13:0 (5:0, 8:0).
Semifinálové zápasy. "SK Slavia Praha I" – "Česká sportovní společnost II" – 5:0 (2:0, 3:0). "Česká sportovní společnost I" – "Studentský Hockeyový Cercle Karlín" – 7:0 (4:0, 3:0).
Finálový zápas. "SK Slavia Praha I" – "Česká sportovní společnost I" – 3:0 (2:0, 1:0).
Branky: 1-0 J. Jarkovský (2), 2-0 J. Jarkovský (18), 3-0 J. Jirkovský (27).
Sestava mistra: Hamáček – Krummer, Jan Fleischmann – Vindyš – Jarkovský, Jirkovský, František Buriánek, Šroubek.

## 3. ročník 1912
Turnaj se hrál ve dnech 22. a 23. ledna 1912. Zúčastnilo se ho 10 mužstev – 9 českých a německý DEHG Prag, zvítězil SK Slavia Praha.
Finálový zápas: SK Slavia Praha – Spolek pro zimní sporty - 1. mužstvo 8:0
Sestava mistra: Wälzer – Hamáček, Jan Fleischmann – Vindyš – Jarkovský, Jirkovský, Šroubek, Palouš.

## Zajímavost
SK Slavia Praha, jediný vítěz všech uskutečněných ročníků Mistrovství zemí Koruny české, se zúčastnil i prvního ročníku Československé hokejové ligy, ale sestoupil a do nejvyšší soutěže se vrátil až v roce 1994.